# El León Melquíades
El León Melquíades (Snagglepuss en inglés) es un personaje de ficción de dibujos animados creado por Michael Maltese para la factoría de animación estadounidense Hanna-Barbera. Se trata de un león montés antropomórfico y parlante con un acento sureño de color rosa pomelo cuyas aventuras fueron emitidas por la televisión estadounidense a partir del 30 de enero de 1961. La serie del León Melquíades tenía una duración aproximada de unos siete minutos y fue emitida conjuntamente a otras dos series: Yakky Doodle y El show del Oso Yogui; dentro del programa infantil El show del Oso Yogui.

## Antecedentes
La primera aparición del león montañés Melquíades se atribuye a Canuto y Canito, episodio número 23 de la primera temporada (1959-1960) donde un león de nombre Dientefiero intenta huir de los cazadores.
En el episodio 34 de la segunda temporada de Canuto y Canito aparece de nuevo un león montés, de nombre Dienteflojo (no se especifica que éste sea Melquíades).
Otras apariciones de león montés se dan en El Show de Tiro Loco McGraw también en 1959. En este caso se trata de un león que roba ovejas, de color beige, muy diferente de Melquíades.
Cabe mencionar por ello a Snaggletooth ("Dientefiero" en español), un personaje que acabaría por ser considerado como el primo de Melquíades. Melquíades se consolidaría, pues, como un personaje en 1961, cuando, con su propia serie, sus episodios fueron emitidos en el programa infantil El show del Oso Yogui, junto a los de Yakky Doodle.

## Descripción del personaje
Melquíades es un león montés, o lo que se podría llamar un puma, de pelaje sonrosado. Viste el cuello de camisa alzado sobre el pescuezo, luce puños de camisa a juego y lazo de color negro al estilo del poeta Poe. Sin embargo  Melquíades como León de Montaña que es, tiene características especiales y notables, contrarias a lo que a un buen puma se debería referir. Su primera virtud es la de la educación y la cultura. Tiene la ilusión de que yendo por el mundo con buenos modales se puede conseguir cualquier cosa, y sin embargo, se encuentra frecuentemente contrariado precisamente por ello. Otra de sus virtudes son las buenas maneras. Melquíades es altamente refinado tanto en ademán como en el habla (le encantan las obras de William Shakespeare y sueña con ser un gran actor de teatro), lo cual también acaba por crearle problemas y malentendidos. Otra de sus preocupaciones es el buen gusto. Como Puma que es, vive en una cueva en la montaña, y tiene la imperiosa necesidad de crear en ella un ambiente adecuado y confortable a sus gustos. Pero, por mucho que intente adecentar su morada, ésta siempre acaba igual o peor de cómo estaba al principio.
La coletilla de Melquíades suele ser "¡Huyamos!" indicando a renglón seguido una dirección. Otra de sus exclamaciones más comunes es "¡Por las barbas de Mercurio!" o terminar una afirmación con un sinónimo (por ejemplo "¡Por las barbas de Mercurio! Ha sido acribillado, asesinado tal vez").
En algunos episodios, Melquíades es perseguido por un pequeño cazador, el "Mayor Menor"  Un hombre menudo de cabecilla redonda y enorme bigote pelirrojo, vestido de cazador y armado con enorme escopeta. Sus persecuciones y diálogos son bastante similares a las de Elmer y Bugs Bunny de la serie Looney Tuunes probablemente debido a que Maltese fue guionista de ambas series. El empecinamiento del Mayor Menor por cazar a Melquíades es a causa de que de lo contrario será expulsado del "Club de los aventureros". Otros personajes recurrentes incluyen a la leoncita Lila (quien siempre intenta cortejar a Melquíades para casarse con él, pese a sus intenciones de permanecer soltero), el ratón Miguelón (un ratoncito bravo y prepotente) e incluso apariciones ocasionales de otros personajes de Hanna-Barbera como Yakky Doodle o el oso Yogui.
En 2018, el dibujante de cómics Mark Russell, responsable de reimaginar otros personajes de la productora Hanna-Barbera como Los Picapiedra reimaginó al personaje como un homenaje al escritor Tennessee Williams, quien era homosexual, en el Broadway de los años 1950. Su sexualidad fue explorada de forma seria en la serie de comics Hanna-Barbera Beyond.

## Doblaje
- Melquiades: su voz está a cargo de Daws Butler que imita al León Cobarde del Mago de Oz; Bert Lahr;.[5] En español fue doblado originalmente por el primer actor Luis Manuel Pelayo, quien le aportó su tono de voz y frases características.
- El Mayor Menor: está interpretado por Don Messick y en español por Alberto Gavira.

## Episodios
La serie de Melquíades fue emitida a partir del 30 de enero de 1961, con una duración aproximada de unos siete minutos. Melquíades se emitía conjuntamente a otras dos series Yakky Doodle y el Show del Oso Yogui; dentro del programa infantil el Show del Oso Yogui.

Primera Temporada:
1. Caza mayor (Major Minus Operation): Este es el episodio piloto. Relata la historia de Melquíades y su mayor enemigo; el Mayor Menor que le persigue con ahínco para darle caza y poder mostrarlo a sus colegas del club de los aventureros.
2. Los eternos rivales (Feud For Thought): En el sur de los Estados Unidos, Melitón Martínez y Quintín Flores se disputan el amor de la bella Susanita, quien les propone darle su mano a quien le traiga una piel de león. Para el refinado Melquíades, encontrarse con algunos humanos debe ser todo un reto. Tan hostiles y dispuestos a dispararle a la mínima oportunidad.
3. Temporada de cacería (Live And Lion): Con la participación de Yakky Doodle. Yakky necesitará la ayuda del león montés en la temporada de caza del pato.
4. Cazado por un ratón (Fraidy Cat Lion): El León Melquíades llega a la misteriosa mansión de los Señores Maleficio,, quienes le pagarán por deshacerse de la última creación de su hijo, un ratón gigante.
5. El espadachín de la reina (Royal Ruckuss): Conde Nado es echado del palacio por tratar de usurpar el trono, por lo que decide secuestrar a la reina en el día de su cumpleaños. Melquíades acudirá en su auxilio, por encargo del rey.
6. El futbolista (The Roaring Lion): Tras escapar del cautiverio, Melquíades se unirá por accidente a un equipo universitario de Rugby, logrando ganar el partido.
7. Una estrella de TV (Paws For Applause): Tras recibir por correspondencia un libro sobre cómo llegar a ser un famoso actor de televisión, Melquíades pone a prueba su talento y refinados modales en la filmación de una película, con desastrosos resultados.
8. Caballero sin caballo (Knights And Daze): Melquíades se verá transportado a la corte del Rey Arturo quien le pedirá capturar al caballero tormentoso, a cambio de unirse a la mesa redonda.
9. Los bandidos están aquí (The Gangsters All Here): Pancho el maldoso, un ladrón internacional, y su ayudante Facundo se esconden de la policía en casa de Melquíades, quien finge ser una piel de león para que no lo maten.
10. Grandes problemas (Having A Bowl): En esta ocasión Melquíades se tendrá que hacer cargo de un bebé que se ha escapado de casa. A pesar de su tamaño supone un gran problema.
11. Hijo adoptivo (Diaper Desperado): Melquíades tendrá que enfrentarse a Hombretón, un famoso ladrón de bancos que ha escapado de prisión y lo que es peor, tendrá que cuidar de su hijo.
12. Mala puntería (Arrow Error): Tras leer los libros medievales de Robin Hood, Melquíades sale al bosque para ayudar a los más necesitados.
13. Doble cacería (Twice Shy) : Sir Clyde, el refinado y civilizado hermano gemelo del Mayor Menor, llega a la ciudad para reformar a su hermano, enseñándole a no cazar animales. Melquíades, que está enjaulado en el club de los aventureros, se verá confundido ante un mayor que lo libera, y otro que se empeña en enjaularlo.
14. Los tres mosqueteros (Cloak And Stagger): Tras tomar un curso por correspondencia sobre cómo ser un mosquetero, Melquíades decide probar suerte uniéndose a los mosqueteros del rey, así que estos lo engañan para divertirse.
15. Melquíades actor (Remember Your Lions): Melquíades reemplaza al Sr. Faradale en una función teatral, sin imaginar que el mayor menor está presenciando la obra y le dará cacería.
16. Recuerda aquellos días (Remember The Daze): En una parodia de los típicos especiales de "Esta es tu vida", el Mayor Menor recibe la visita inesperada de Melquíades, quien se aparece para recordarle por qué hasta ahora no ha podido darle caza. El mayor le persigue, pero el león se esconde y disfraza para engañarlo. Invitados especiales: el oso Yogi y Bubú.

Segunda Temporada
1. Miguelón jamás olvida (Express Trained Lion) : Melquíades le salva la vida al pequeño pero valiente ratón Miguelón, quien se ofrece a ayudarle cada vez que lo necesite. Esto causará problemas cuando el león intente ser llevado al zoológico para vivir la buena vida, y Miguelón se empeñe en rescatarlo.
2. El rey de la selva (Jangled Jungle) : Harto de su vida en el circo, Melquíades decide escapar para volver a la selva. Sin embargo, la jungla es un lugar demasiado salvaje para el delicado Melquíades.
3. Un ferrocarril en el hogar (Lion Tracks): La compañía de ferrocarriles Chu Chu contrata al Mayor Menor para desalojar a Melquíades de su casa, ignorando las advertencias del león sobre no poner rieles en su propiedad.
4. El boxeador australiano (Fight Fright): Harto de trabajar recibiendo dardos en la feria, Melquíades acepta el reto de enfrentarse a un Canguro boxeador.
5. Los Leones son buenos comisarios (Lions Share Sheriff): En el viejo Oeste, Melquíades se ofrece a ocupar el puesto de comisario por un día, sin saber que Reinaldo el chico, el bandido más peligroso, cumple años ese día y lo celebra acabando con el comisario de turno.
6. El gran jugador (Cagey Lion) : Mientras viaja en un barco a través del río Misisipi, Melquíades aprovecha su talento como jugador de cartas para ganarle al estafador francés Charles Crabat, que le ha robado su dinero a los pasajeros.
7. Melquíades en el ejército (Charge That Lion): Mientras huye de un hombre que le busca para cobrar la recompensa, Melquíades se pone la ropa de un soldado e ingresa accidentalmente al ejército.
8. Los fantasmas se divierten (Be My Ghost): Durante un viaje a la alegre y majestuosa Inglaterra, Melquíades visita un castillo con todo y fantasmas.
9. La primavera trae el amor (Spring Hits A Snag) : Durante la estación del amor, Melquíades rescata a la leoncita Lila de unos cazadores y la lleva a su casa para protegerla e intentar conquistarla. Sin embargo, el paraíso soñado de Melquíades se verá amenazado por las exigencias y cambios de una mujer.
10. Juicio en la corte (Legal Eagle Lion) : Melquíades se ve obligado a reemplazar al juez del distrito, quien fue corrido a balazos por el abogado de Fouler Means, el ladrón de bancos. Ahora, depende del león hacer justicia y llevarlo tras las rejas.
11. El gran poeta (Don't Know It Poet): Tras recibirse como bardo romántico, Melquíades ofrece sus servicios al duque de Tinchi, quien le encarga conquistar a la encantadora Lady Lavendish. El problema es que el león no la ha visto en persona, por lo que la confunde sin querer.
12. Íntimos amigos (Tail Wag Snag): Intentando ganar el respeto de sus colegas del club de los aventureros, El Mayor Menor persigue incansablemente a Melquíades, esta vez con la ayuda de su fiel perro Narizotas, que hará cualquier cosa por una galleta. Lo que el mayor no sabe es que Narizotas por azares del destino resulta ser antiguo amigo del león, quien no dudará en aprovecharse de la situación.
13. Un inquilino molesto (Rent And Rave): En un intento por recaudar dinero para hacer un viaje soñado, Melquíades ofrece una habitación de su casa en alquiler. Las cosas se complican cuando la exigente y mandona leoncita Lila se presenta en su puerta.
14. Soy un gran actor (Footlight Fright) : Enfrentando la posibilidad de ser expulsado para siempre del club de los aventureros, el Mayor Menor se dispone a capturar por fin a Melquíades, haciéndole creer que anda en busca de un actor.
15. Solterón empedernido (One Two Many) : Melquíades está por recibir la visita de su hermano gemelo Malaquías, que sin saberlo llega a su casa junto con Lyla, la leona que busca conquistarlo, y que confundirá al hermano que desea casarse (Malaquías) con el que disfruta su soltería y no la quiere en su casa (Melquíades).
16. El Rey de los Roedores (Royal Rodent): Melquíades recibe la invitación del rey para librarlo del tormento del ratón Miguelón, que está haciendo de las suyas en su castillo.

## Otras Apariciones

### Hanna-Barbera
- 1959, antes de que se empezara a transmitir El show del Oso Yogui en 1961, Melquíades hizo una aparición en Tiro Loco McGraw en el episodio Cordero partido (Lamb Chopped).
- 1959, después de su aparición en Tiro Loco McGraw, Melquíades también hizo una aparición en Canuto y Canito en el episodio donde salía su nombre El León Melquíades (Snagglepuss).
- 1972, Melquíades participó en la película El Arca Loca de Yogui.
- 1973, Melquiades salió en los episodios de El Clan de Yogui.
- 1975, también participó en Las olimpiadas de la risa (Laff-A-Lympics) como uno de los comentaristas junto con el lobo Mildew.
- León Melquíades participa en los dos especiales navideños animados como Casper's First Christmas (de 1979), y Yogi's First Christmas (de 1980).
- 1985, su penúltima aparición la hizo en los episodios de Yogui y la búsqueda del tesoro.
- 1987-1988, León Melquíades aparece en tres películas en todas las partes de Hanna Barbera:
  - Yogi's Great Escape (1987)
  - Yogi Bear and the Magical Flight of the Spruce Goose (1987)
  - The Good, the Bad, and Huckleberry Hound (1988)
- 1991, su última aparición oficial fue en la serie de Yo Yogui! en donde algunos personajes como Yogui , Bubu y otros personajes , tenían un aspecto y diseño juvenil e infantil en el caso de Bubu, en esta serie Melquíades aparece con un aspecto diferente y fuera de lo conocido también que en esta serie Melquíades fue llamado Leoncio en Latinoamérica , sin hacer referencia a este personaje de Hanna-Barbera.

### Otras
- 1994, León Melquíades aparece como un cameo en el episodio de los Simpson "Lady Bouvier's Lover".
- 2007, León Melquíades aparece como cameo en el segmento Laff-a-Munich en el episodio de Pollo Robot.
- 2012, León Melquíades hizo un cameo en el comercial titulado "Everyone" de MetLife.
- 2020, León Melquiades aparece en un comic en habitación de Shaggy en la película Scooby

## Curiosidades
- La Pantera Rosa y el León Melquíades tienen un gran parecido. Sin embargo, la Pantera Rosa fue creada en 1963, posterior al León Melquíades.
- La coletilla del León Melquíades en la versión original en inglés era "Heavens to Murgatroyd", tomada de la película "Meet the People" (1944), precisamente del actor Bert Lahr.
- La Imitación de Daws Butler del actor Bert Lahr era tan perfecta que los llegaban a confundir aun cuando Daws estuviera haciendo algún spot banal.[7]
- Aunque se lanzaron algunos productos a la venta con la imagen de Melquíades como fiambreras y camisetas y algunas líneas de cómics por parte de la editorial Gold Key entre 1962-1963; Melquíades no obtuvo el éxito de otros personajes.

## El León Melquíadesen otros idiomas
- Inglés: Snagglepuss
- Portugués (brasileño): Leão da Montanha
- Francés: Alcibiade
- Húngaro: Nyegleó
- Italiano: Svicolone
- Croata: Krezubica
- Danés: Snakkepus
- Polaco: Snagglepuss
- México: "Perkins" (en el especial de Navidad de Yogui en los años 80, ya no se le mencionó como Melquíades)
- Rumano: Snagglepuss
- Uruguay: Snagglepuss